# Piani della realtà

Struttura a strati sovrapposti.

Nell'ambito della cosmologia religiosa ed esoterica, si parla di piani della realtà in riferimento ai livelli o alle stratificazioni in cui si ritiene suddivisa la realtà nel suo complesso, corrispondenti a diverse modalità o categorie dell'essere, che non si riducono semplicemente al tipico binomio spirito-materia, o mente-corpo, ma che includono varie forme ed energie intermedie tra queste due.
Si tratta di una concezione presente in genere nelle teologie emanatiste, basate su una serie di mondi, regni, o dimensioni sottili, che irradiandosi da un centro, si compenetrano tra loro, oltre a densificarsi progressivamente. Questa interpenetrazione di piani culminerebbe nell'universo fisico, pensato come un'espressione strutturata, derivante da un'evoluzione dinamica di stadi precedenti meno complessi.

Livelli cosmologici dell'universo, dalla Terra ai pianeti e alle galassie.

Da intendere più che altro come differenti stati o condizioni di esistenza, anziché come luoghi spazialmente diversi, tali livelli pur essendo paralleli e indipendenti ognuno rispetto all'altro, sarebbero comunque collegati tra loro e si influenzerebbero in maniera non causale, bensì nel senso sincronico junghiano, in quanto emanazione di un'unica realtà originaria secondo il motto ermetico «come in alto così in basso»:
(Marie-Louise von Franz, Science and the Unconscious, 1964)

## Nella storia della filosofia
La speculazione filosofica su più piani trascendenti della realtà è rintracciabile già in Platone, per il quale il primo di essi, secondo la cosiddetta teoria della linea, era costituito dal mondo delle idee (o iperuranio), raggiungibile solo per via intuitiva (noesis); sotto di esso vi erano poi gli oggetti della matematica, conoscibili dalla ragione discorsiva (dianoia), e situati a un livello intermedio ma comunque separato rispetto ai più bassi enti sensibili. Al di sotto di quest'ultimi, che davano luogo alle opinioni e alle false credenze (pistis), vi era infine il non-essere, regno delle ombre e degli inganni (eikasia).

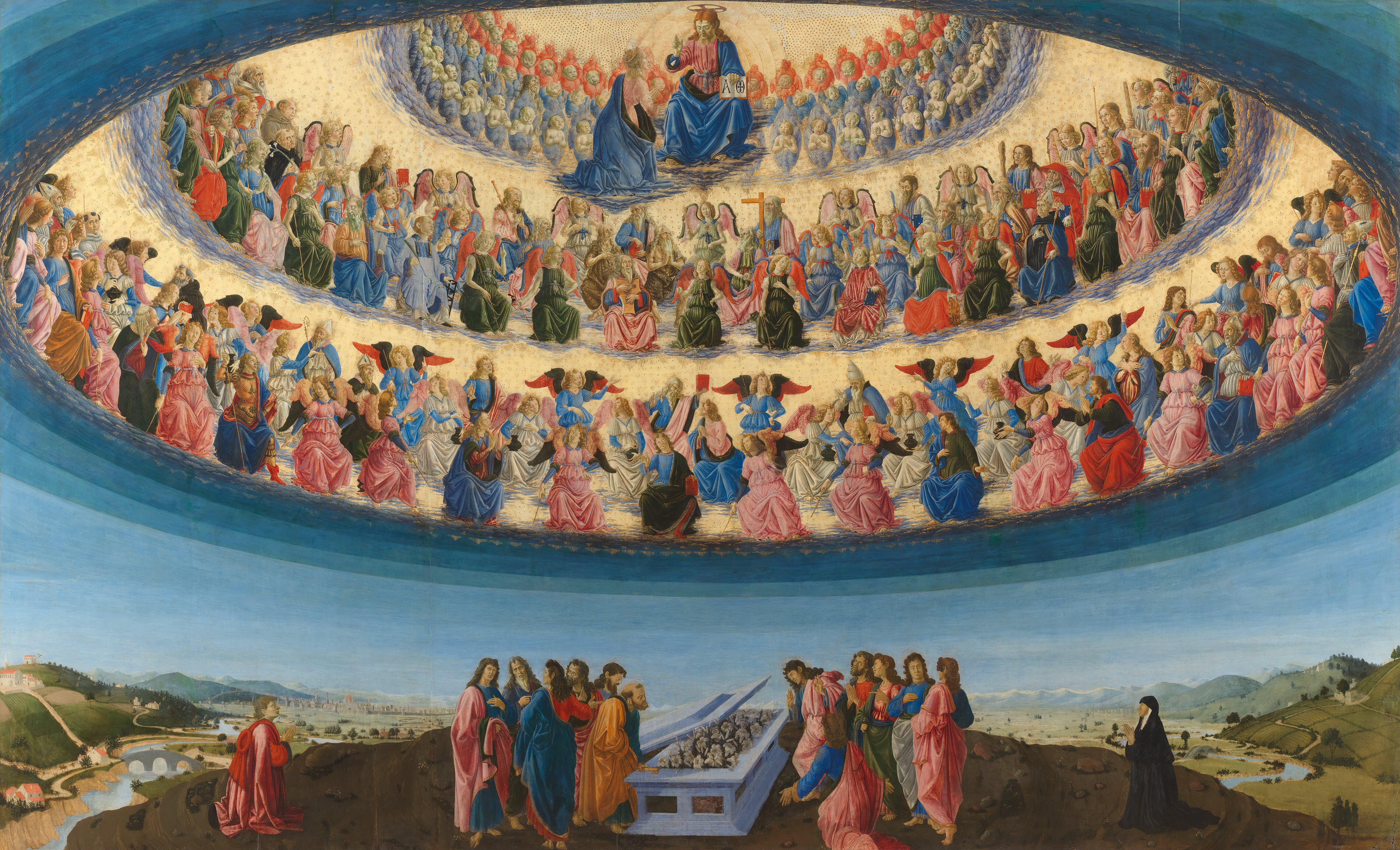
Il cosmo strutturato in una serie di cori angelici (nel dipinto Assunzione della Vergine di Francesco Botticini, 1475)

In maniera diversa, anche Aristotele strutturava la realtà secondo una gerarchia che andava da un massimo di essere (puramente in atto) a livelli progressivamente inferiori, i quali possedevano l'essere sempre più in potenza.
Da questa concezione aristotelica, che resterà prevalente nella filosofia e nella scienza medievali, scaturisce la visione di una scala ontologica della natura, ascendente dai minerali alle piante, agli animali e agli uomini, fino a un ordine cosmologico costituito da progressive sfere concentriche, animate da un supremo motore immobile, dentro le quali orbitavano i vari pianeti e le stelle (zodiaco).
Nella successiva cosmologia cristiana, ad ognuna di queste sfere, chiamate anche «cieli», talora enumerate in sette, corrispondeva non solo un livello nello spazio cosmico, ma anche uno stato esistenziale di coscienza, progressivamente più elevato quanti più erano i cieli, come in una scala di Giacobbe. Dante ad esempio le associerà ai cerchi del Paradiso e alle gerarchie degli angeli descritte da Dionigi Areopagita.

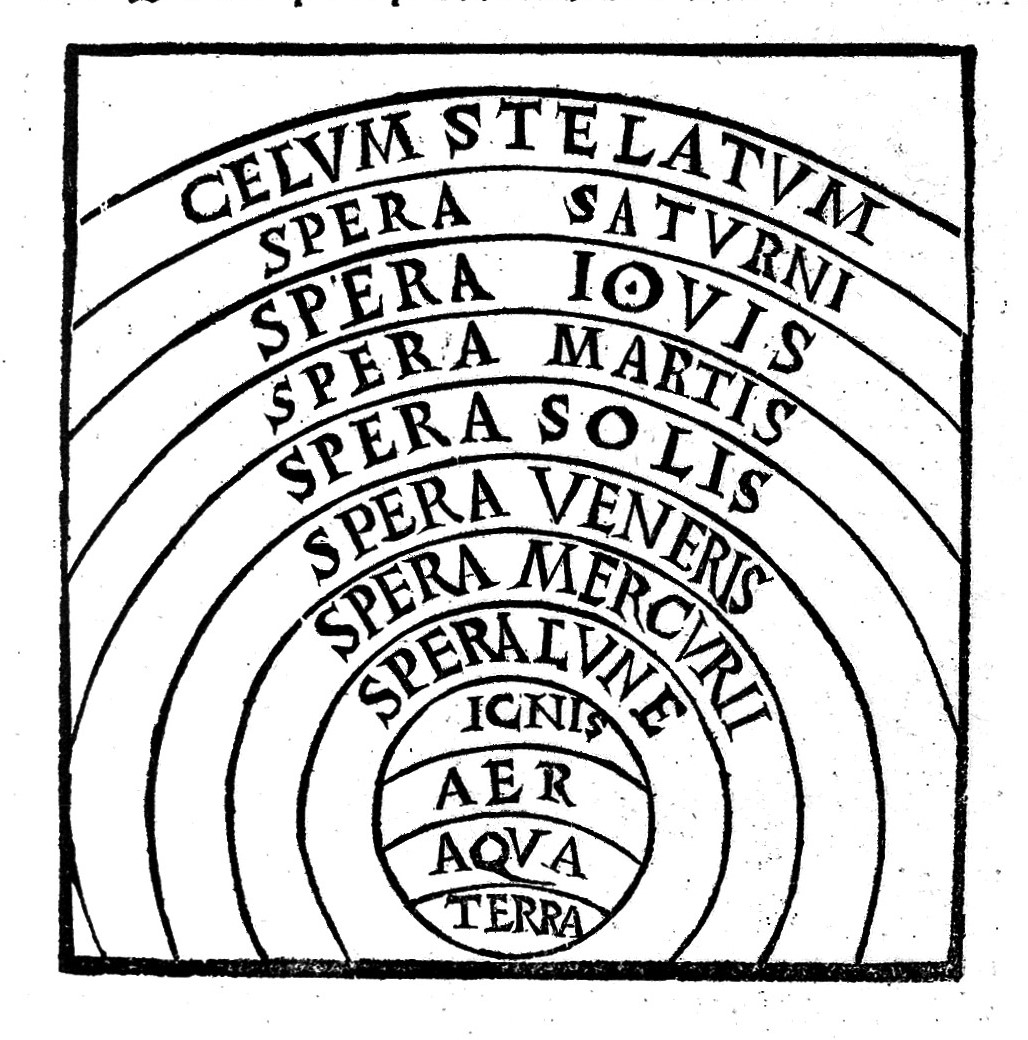
Enumerazione dei sette cieli e delle quattro sfere sublunari, da un'edizione della Philosophia naturalis di Alberto Magno.

La differenza ontologica tra la dimensione trascendente spirituale e quella immanente sensibile si rifletteva così in ambito cosmologico nella distanza tra le sfere del cielo, costituite dalla sostanza sottile dell'etere, e il mondo sublunare, stratificato a sua volta nei quattro elementi, disposti anch'essi concentricamente dal più denso al più leggero: terra,  acqua, aria e fuoco. Quest'ultimo era distribuito nella sfera del fuoco, sede del calore che segnava il confine dell'atmosfera terrestre, e corrispondeva a uno stato di coscienza più elevato e sottile rispetto a quello materiale più basso.
Si trattava in ogni caso di concezioni in cui confluiva anche la dottrina neoplatonica della processione dall'Uno di stadi subordinati denominati «ipostasi». Plotino ne aveva enumerate tre, ma i suoi discepoli le divisero al loro interno in più sotto-livelli, ad esempio Proclo e soprattutto Giamblico aggiunsero centinaia di esseri ed emanazioni intermedie tra Dio e l'umanità.
A Proclo è da attribuire inoltre l'uso originale del termine «piano» (in greco πλάτος, plàtos, cioè «ampiezza», «superficie») in riferimento al piano psichico o astrale.

I piani di esistenza o sephirot nella cabala ermetica.

Concezioni di un universo stratificato ricorrevano inoltre nei miti tradizionali di un albero o asse verticale del mondo, come l'Yggdrasil, o il Monte Meru, nelle teologie gnostiche articolate nel sistema degli Eoni, cioè le varie emanazioni divine del Principio primo, e inoltre nella cabala ebraica, basata sulla cosmologia biblica, che vedeva le 10 sephirot irradiate in cinque mondi.
Orientato in senso cristiano era il cabalismo di Pico della Mirandola della filosofia rinascimentale, in cui analogamente la luce divina, degrandando di intensità, diventava più densa creando i vari piani dell'essere, fino a quello materiale.
Anche Marsilio Ficino, da una diversa prospettiva, componeva l'universo di cinque livelli gerarchici: Dio, gli angeli, le anime umane, le qualità, la materia. Essendo situate nel posto mediano, le anime umane avevano la funzione di copula mundi, cioè di collegare e riunire in sé gli estremi opposti dell'universo.
Se fino allora i diversi piani della realtà erano stati intesi come espressione comunque di un unico principio, in quanto appartenenti a una medesima sostanza che poteva presentarsi in una maniera più o meno condensata (unus mundus), Cartesio distinse invece nettamente la res cogitans (piano mentale) dalla res extensa (piano esteso, cioè della realtà fisica), ipotizzando un loro collegamento nella ghiandola pineale all'interno del cervello umano.
La successiva filosofia moderna cercherà di risolvere questo dualismo mente-corpo, in particolare con Spinoza che sostenne un loro parallelismo senza interazione: pensiero ed estensione sono per lui due attributi diversi ed eterogenei di una medesima realtà. Analogamente per Leibniz gli eventi mentali e corporei sono perfettamente coordinati, pur non essendoci alcuna relazione diretta di causa ed effetto tra loro: come due orologi sincronizzati sulla stessa ora, ma che non abbiano alcun rapporto tra di loro, sono accordati da un'armonia prestabilita in anticipo da Dio.
L'idealista Friedrich Schelling, nell'età romantica, dirà che la Natura è Spirito pietrificato, o congelato, mentre lo Spirito a sua volta è una natura invisibile: ma entrambi sono i due poli in cui si esprime l'Assoluto.
Altri tentativi di correlazione tra la dimensione spirituale e quella materiale sono venuti nell'ambito della fisica quantistica da parte di Wolfgang Pauli, per il quale «sarebbe qualcosa di assolutamente soddisfacente se fisica e psiche potessero essere viste come aspetti complementari della stessa realtà».

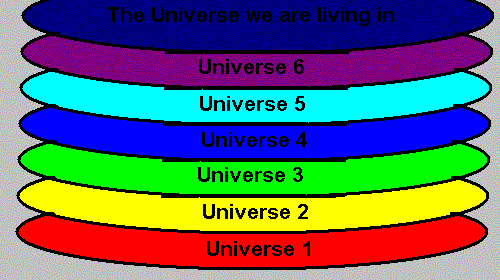
Esemplificazione della teoria del multiverso.

Fritjof Capra nel Tao della fisica esprime l'idea che i vari livelli del reale, dalla mente alla materia, corrispondano a frequenze diverse a cui vibra l'energia primordiale (qi), che costituisce dunque un tutto perfettamente continuo.
Da una prospettiva occulta ne consegue che più elevata è la frequenza, più spirituale sarà la sua vibrazione, viceversa se più lenta sarà più materiale.
Anche l'approccio conoscitivo risulterebbe diverso a seconda che un fenomeno sia spiegabile sulla base della fisica quantistica oppure della fisica classica.
Oggi inoltre la fisica teorica chiama multiverso la possibile compresenza di altri universi oltre lo spaziotempo conosciuto.

## I sette piani di realtà nella teosofia
In ambito esoterico è prevalsa una concezione settenaria dei piani della realtà, a partire dal movimento teosofico sorto sul finire del XIX secolo.
Secondo la relativa dottrina, ognuno di questi piani ha un corrispettivo nell'anatomia occulta dell'essere umano, il quale, come un microcosmo che riflette il macrocosmo, alla nascita riceve le proprie componenti sottili dai loro rispettivi piani, per poi restituirveli alla morte.
Questi sette piani o strati possono essere concepiti anche come sette sfere (sapta samudra) che circondano il Logos da cui sono emanate. Ognuno di essi viene a sua volta suddiviso in sette sotto-piani, la cui denominazione si ripete per tutti e sette, dal più sottile al più denso, ossia: {\displaystyle 1.} Atomico; {\displaystyle 2.} Sub-atomico; {\displaystyle 3.} Super-eterico; {\displaystyle 4.} Eterico; {\displaystyle 5.} Gassoso; {\displaystyle 6.} Liquido; {\displaystyle 7.} Solido. Si hanno così in tutto 49 sottopiani, dati da {\displaystyle {\begin{matrix}7\times 7\end{matrix}}}. I piani sono i seguenti:
1. Divino: il primo è quello che genera tutti gli altri; è il piano dell'unità indifferenziata, che pervade anche i restanti, e dal quale è possibile comprendere come la separazione tra i diversi piani sia in realtà illusoria, essendo questi costituiti della stessa sostanza omogenea.[24]

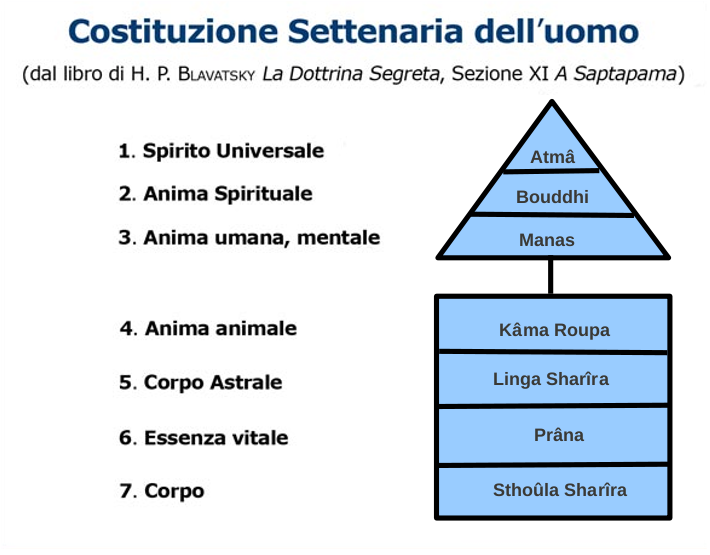
La costituzione settenaria dell'uomo, riflesso di quella cosmica.

2. Monadico: diretta emanazione del divino, è il piano dove nascono le singole individualità, intese come scintille del Fuoco divino, attraverso le quali quest'ultimo sceglie di fare esperienza degli strati più bassi,[26] per poi tornare nuovamente a sé con una consapevolezza più accresciuta.[29] La costituzione settenaria dell'uomo, riflesso di quella cosmica. Viene anche denominato piano spirituale.[30]
3. Atmico: piano della pura volontà, è il livello della più alta espressione dell'Ego umano che la Monade inizia a costruirsi; fa parte cioè di un'anima tripartita, assimilabile a un triangolo, di cui rappresenta il vertice, restando di fatto sullo stesso livello dello Spirito monadico.[31] Costituisce il primo nucleo del Sé, comunemente inteso come anima, che però a questo stadio è ancora identico all'anima universale del mondo.[32] È chiamato anche piano nirvanico.
4. Buddhico: piano delle intuizioni e dell'amore cardiaco,[33] qui la Monade scende di un livello, staccandosi progressivamente dall'Anima universale. Il piano buddhico va a costituire il secondo aspetto dell'Ego umano dopo l'Atmā.[31]
5. Manas (o Mentale); è il piano dei pensieri e dell'intelletto, di cui i primi tre sotto-piani (atomico, sub-atomico e super-eterico) costituiscono il mondo causale, dove dimorano cioè gli archetipi o le essenze che sono le vere cause delle manifestazioni fisiche.[34] Su questo piano manasico superiore si forma il terzo aspetto, anche denominato anima-umana o corpo causale, dell'Ego umano, assimilabile complessivamente a un triangolo.[35] È anche conosciuto come il regno beato del Devachan dove sostano a lungo le anime prima di reincarnarsi.
Gli ulteriori quattro sotto-piani del Manas vanno invece a costituire il corpo mentale inferiore dell'umano, cioè il primo nucleo della personalità psico-fisica, incarnata e mortale (assimilabile a un quadrato),[36] nucleo denominato nella Dottrina Segreta della Blavatsky come Kāma-Rupa o anima-animale.[37]
6. Astrale (o Emotivo): anche conosciuto come piano psichico o mondo del desiderio, è il primo regno che viene attraversato dall'essere umano dopo la morte, quando è ancora munito del corpo astrale che qui si era formato (o Linga Sharira, il secondo dei quattro aspetti della sua personalità inferiore).

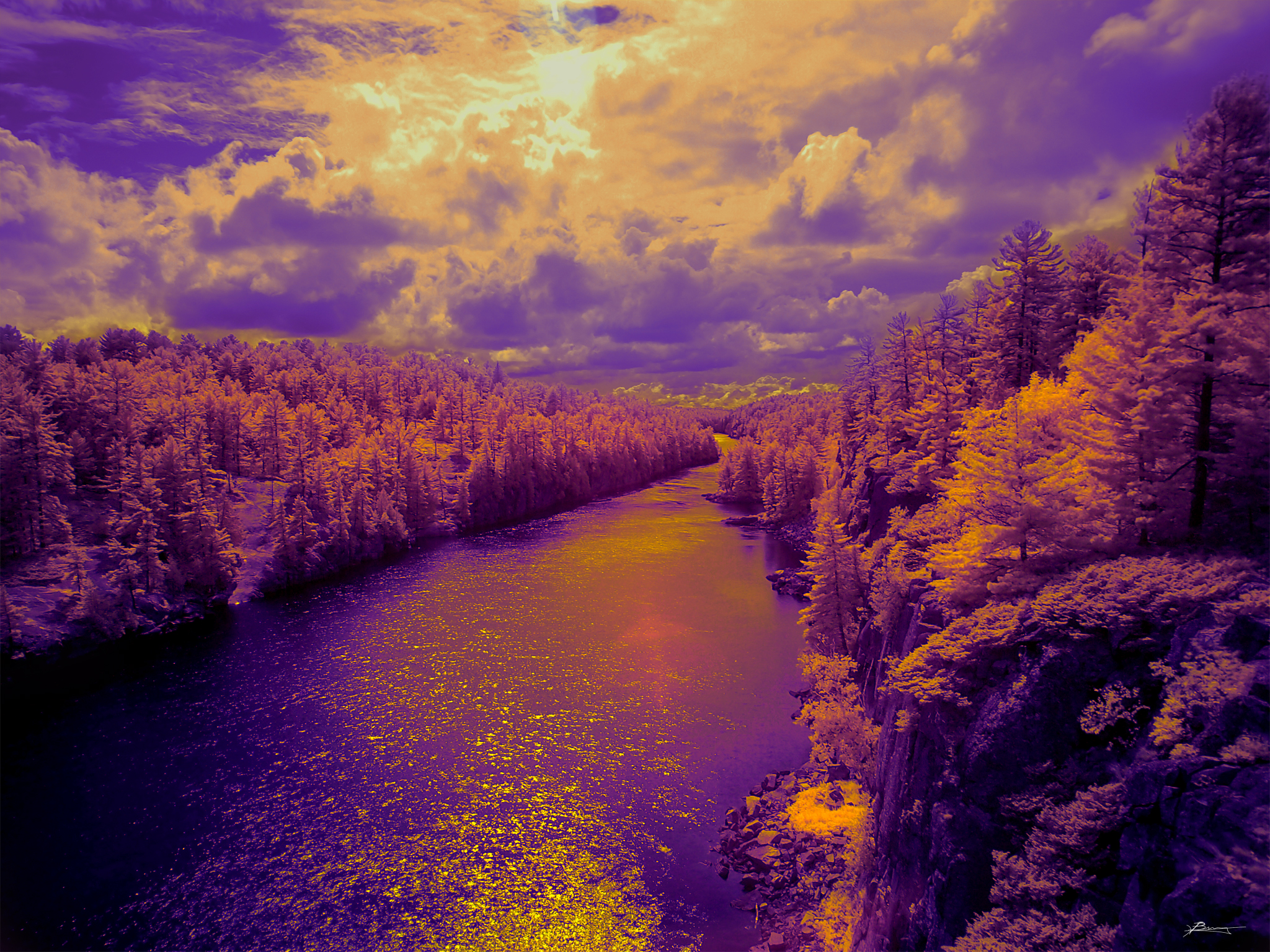
Paesaggio surreale, tipico dei sogni come della dimensione astrale.

Si tratta del kamaloka induista, la dimensione assimilabile al purgatorio cristiano, dove le brame più sensuali legate alla materia si presentano al defunto in forma di mostri terrificanti,[38] dai quali egli dovrà progressivamente purificarsi prima di potervi deporre il corpo astrale e salire così verso il piano mentale.[39]Paesaggio surreale, tipico dei sogni come della dimensione astrale. Se ne trova menzione nelle varie filosofie classiche neoplatoniche, medievali, orientali e misteriche, che vi fanno riferimento come al percorso dell'anima attraverso le sfere planetarie e perciò astrali.[40]
Secondo vari insegnamenti occulti, il piano astrale può essere visitato coscientemente anche in vita, tramite proiezione astrale, forme di meditazione e di mantra, esperienze di pre-morte, sogni lucidi o altri mezzi, addestrandosi a separare la coscienza del proprio veicolo astrale dal corpo fisico.[41] Un'analoga separazione, seppure incosciente, avverrebbe durante il sonno,[42] e in particolare nei comuni sogni si dimorerebbe di fatto nel mondo astrale, da cui si torna al piano fisico col risveglio.[43]
Specifici dettagli sul piano astrale sono stati esposti da Paramhansa Yogananda in un capitolo di Autobiografia di uno Yogi, dove egli descrive il modo in cui un defunto vi elabora i risultati del suo karma passato, per poi rinascere conseguentemente in un corpo fisico oppure elevarsi al piano causale superiore;[44] e da Charles W. Leadbeater nel suo libro Il piano astrale, in riferimento agli esseri elementali che vi abitano, operanti in relazione col piano fisico-eterico più basso, nonché alle forme-pensiero artificiali che qui vengono create, positive o negative.[45]
7. Fisico: il più denso di tutti, secondo la teosofia è costituito non soltanto della materia visibile, ma anche del piano eterico,[46] collocato nei suoi primi quattro sotto-livelli (atomico, sub-atomico, super-eterico, eterico).[26] Gli ultimi tre sotto-livelli invece, gassoso, liquido e solido, danno luogo al piano materiale comunemente inteso,[47] e corrispondono agli elementi classici aria, acqua, terra.[26]Paesaggio naturale popolato da fate danzanti nell'etere (dipinto di August Malmström, 1866)

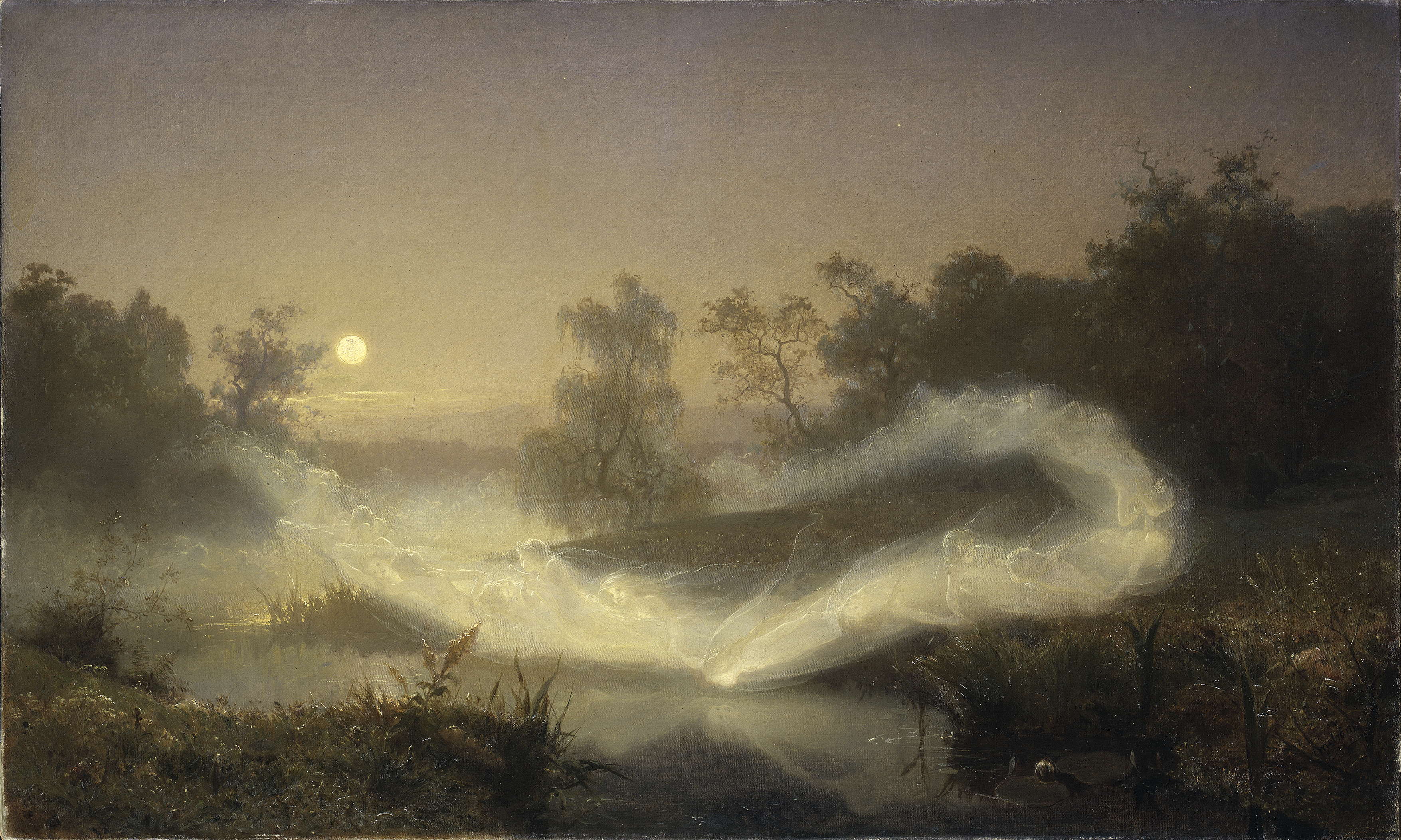
Paesaggio naturale popolato da fate danzanti nell'etere (dipinto di August Malmström, 1866)

Dal piano etereo, conosciuto in sanscrito come akasha,[48] contenente tra l'altro la memoria registrata di tutti gli eventi del mondo, prende forma il corpo eterico umano, chiamato nella Dottrina Segreta anche Prana o essenza-vitale, mentre dal piano materiale si costituisce il corpo fisico umano, detto anche Rupa o Sthula Sharira.
Il piano eterico, che nella terminologia teosofica è dunque articolato nei primi quattro sotto-livelli del fisico, è stato suddiviso nell'antroposofia di Steiner seguendo denominazioni diverse, corrispettive dei quattro elementi tradizionali, ossia: l'etere-calore, collegato al fuoco, in cui operano gli esseri elementali noti come salamandre; l'etere-luce, in relazione all'aria, in cui agiscono le silfidi; l'etere-chimico, collegato all'acqua, dove vivono le ondine, e attraverso cui si propagano sonorità celestiali; l'etere-vitale, corrispettivo della terra, in cui sono attivi gli gnomi; grazie al loro lavoro d'insieme fiorisce e germoglia la natura visibile.[49]

Tale suddivisione in sette piani viene talvolta ridotta a tre, corrispondente alla più comune tripartizione in spirito-anima-corpo, dei quali il primo elemento è quello monadico, il secondo costituito a sua volta dalla triade Atman-Buddhi-Manas, e il terzo inteso come un riflesso di quest'ultimo ma rovesciato, come lo sono le immagini riflesse, sicché il Manas superiore si rispecchia nel manas inferiore, il Buddhi nel piano astrale, e l'Atman nel piano fisico.
Altre concezioni similari si ritrovano nella citata antroposofia di Steiner, in particolare nella sua opera Teosofia riguardo alla suddivisione settenaria dei tre mondi, o nella cosmogonia rosacrociana di Max Heindel, che si proponeva di stabilire un ponte tra scienza e religione.

## Spostamento della realtà
L'esistenza di diversi piani di esistenza è addotta inoltre dai proponenti dei fenomeni anomali per descrivere ciò che essi chiamano spostamento della realtà, ossia  cambiamenti enigmatici che costoro ritengono verificarsi talora nella realtà fisica, spaziale o temporale.
Sebbene il termine sia usato marginalmente, questi casi comprenderebbero l'apparizione o la sparizione non spiegabile di oggetti di qualsiasi dimensione, guarigioni spontanee, e forme di sincronicità.

### Teorie della realtà dinamica
I proponenti degli spostamenti di realtà credono in una realtà dinamica malleabile e soggetta ad alterazioni dinamiche rispetto al suo "stato normale".
Tra coloro i quali sostengono questa ipotesi c'è lo scienziato informatico statunitense Rudy Rucker, che ha attribuito gli spostamenti di realtà ad "una sequenza di universi possibili, simili alle bozze di un romanzo". Nel suo libro La scatola della vita, la conchiglia e l'anima ("The Lifebox, the Seashell") paragona ogni "lenzuolo della realtà" rigorosamente deterministico con un'enorme trama di "coinvolgimenti" sincronici le cui cause ed effetti fluttuano avanti ed indietro attraverso il tempo in modo che cambiando qualcosa si cambia tutto attorno ad esso, nel futuro e nel passato.
Similmente, Michael Talbot, che ha scritto su questo argomento in diversi libri tra cui L'universo olografico (1991) ha proposto l'ipotesi che la realtà sia flessibile e capace di una grande scala di alterazioni, così come l'apparizione e la sparizione di intere file di alberi. In particolare ha utilizzato la frase spostamenti nella realtà ("shifts in reality") per descrivere le sue opinioni sugli spostamenti della realtà che considera alterazioni radicali nel mondo, e include nel libro presunti miracoli ed eventi psicocinetici come esempi.
Talbot basa la maggior parte delle sue idee sui lavori del fisico David Bohm e del neurofisiologo Karl Pribram, i quali hanno entrambi proposto teorie olografiche o modelli dell'universo. Talbot ha sostenuto che gli esempi paranormali della realtà "suggeriscono che la realtà, in un senso prettamente reale, è un ologramma, un'idea complessa (construct).
Un esempio personale che Michael Talbot ha condiviso ne L'universo olografico fu l'esperienza in cui lui ed il suo professore furono testimoni del caso di una donna la quale gettò in terra ai loro piedi un ombrello che emise strani e sfrigolanti suoni e si trasformò in un ramo nodoso.
Naturalmente la teoria di Talbot dell'universo proposta come essenza in forma olografica in natura è solo una spiegazione per come tali alterazioni radicali siano possibili. Altri proponenti dell'ipotesi hanno presentato opinioni differenti.
Nel 1993 il sociologo David Erlandson ed un suo collega hanno posto le basi per condurre una ricerca alternativa, con uso di tecniche di indagine naturalistiche, e con menzione del significato del ruolo che gli spostamenti di realtà possono assumere nella ricerca naturalistica. Erlandson mette in evidenza che il ricercatore naturalistico crede che l'instabilità osservata possa essere attribuita non solo ad un errore di misura, ma anche a spostamenti di realtà.